# Componente eletrônico
Os componentes eletrônicos são a estrutura de um circuito eletrônico, isto é, são os componentes que fazem parte de qualquer circuito eléctrico ou eletrônico (desde os mais simples aos mais complexos) e que estão interligados entre si.
Pode também ser definido como componente eletrônico todo dispositivo eléctrico que transmite a corrente eléctrica através ou de um condutor ou semicondutor.
Uma válvula termoiônica é um dispositivo formado por uma ampola de vidro onde internamente é criado um vácuo. Um transistor é um dispositivo inteiramente sólido onde internamente existe um semicondutor. Assim, por definição, ambos são componentes eletrônicos.
Qualquer dispositivo que utilize outros meios que não o vácuo ou semicondutores para transmitir a corrente elétrica é denominado componente elétrico.
Componentes podem ser passivos ou ativos:
- Componentes passivos na indústria elétrica são chamados de componentes elétricos;
- Componentes ativos incluem semicondutores e válvulas termiônicas.

Podem ser empregados componentes que atuam de diversas maneiras, como a retificação com o emprego dos diodos e a conversão da energia elétrica para a energia térmica com o uso dos resistores de potência. O silício é muito usado para a fabricação desses componentes.